# Copa dos Campeões da CONMEBOL–UEFA de 2022
A Copa dos Campeões CONMEBOL–UEFA de 2022  foi uma partida competitiva oficial de futebol entre a vencedora da UEFA Euro 2020, Itália, e a vencedora da Copa América de 2021, Argentina. A partida aconteceu em Londres, Inglaterra, no estádio de Wembley, em 1 de junho de 2022. Foi organizado pela Confederação Sul-Americana de Futebol (CONMEBOL) e pela União das Associações Europeias de Futebol (UEFA), como parte de uma parceria renovada entre as duas Confederações.
A partida também foi chamada de "Grande Final" (em italiano:  Finalissima, em castelhano:  Finalísima). O jogo também marcou a despedida do zagueiro Giorgio Chiellini da Seleção Italiana. Eleito o "MOTM" (Man of the match, em português: homem do jogo), Lionel Messi deu duas assistências e se consagrou craque da competição.
A Argentina venceu a Itália por 3–0, com gols de Lautaro Martinez, Di María e Paulo Dybala e conquistou, pela segunda vez, o título da "Finalíssima 2022" (antigo Troféu Artemio Franchi).

## Detalhes
Em 1985 e 1993, os vencedores do Campeonato Europeu e da Copa América disputaram o "Troféu Artemio Franchi" (também conhecido como "Copa das Nações da América do Sul/Europa"), uma partida única organizada pela UEFA e CONMEBOL. Foi à seleção nacional equivalente à Copa Intercontinental no nível de clubes, e pode ser considerada uma precursora da Copa Rei Fahd, disputada pela primeira vez, em 1992, e posteriormente rebatizada de Copa das Confederações da FIFA. No entanto, foi descontinuado após as terceiras primeiras edições, vencidas pela França, em 1985, e pela Argentina. Após a Copa das Confederações FIFA de 2017, a Federação Internacional de Futebol (FIFA) anunciou, em 15 de março de 2019, que o torneio seria abolido.
A 12 de fevereiro de 2020, a UEFA e a CONMEBOL assinaram um memorando de entendimento renovado com o objetivo de melhorar a cooperação entre as duas organizações. Como parte do acordo, um comité conjunto UEFA–CONMEBOL examinou a possibilidade de organizar jogos intercontinentais entre a Europa e a América do Sul, tanto no futebol masculino, como no feminino e em várias faixas etárias. Em 28 de setembro de 2021, a UEFA e a CONMEBOL confirmaram que os vencedores do Campeonato Europeu e da Copa América se enfrentariam em um jogo intercontinental, com o acordo abrangendo inicialmente três edições, a partir de 2022. A primeira edição foi confirmada para acontecer durante a janela internacional de junho de 2022 em local a ser confirmado. Em 15 de dezembro de 2021, a UEFA e a CONMEBOL assinaram novamente um memorando de entendimento renovado com duração até 2028, que incluía disposições específicas sobre a abertura de um escritório conjunto em Londres e a potencial organização de vários eventos de futebol. A partida aconteceu, em Londres, em 1 de junho de 2022, com a partida sendo disputada no estádio de Wembley.
| Equipe    | Qualificação                  |
| --------- | ----------------------------- |
| Itália    | Vencedor do UEFA Euro 2020    |
| Argentina | Vencedor da Copa América 2021 |

A Itália qualificou-se para o jogo ao vencer o UEFA Euro 2020, tendo derrotado a Inglaterra, nos pênaltis, na final pelo seu segundo título do Campeonato da Europa. A Argentina se classificou vencendo a Copa América de 2021, derrotando o Brasil por 1–0 na final e conquistando o 15.º título da Copa América, seu primeiro troféu, em 28 anos.

## Partida
| 1 de junho de 2022 | Itália | 0 – 3 | Argentina                                          | Estádio de Wembley, Londres    |
| 19:45 (UTC+1)      |        | UEFA  | L. Martínez 28' · Di María 45+1' · P. Dybala 90+4' | Árbitro: CHI Piero Maza (FIFA) |

| Itália | Argentina |

| G               | 21 | Gianluigi Donnarumma  |     |     |
| LD              | 2  | Giovanni Di Lorenzo   | 72' |     |
| Z               | 19 | Leonardo Bonucci      | 39' |     |
| Z               | 3  | Giorgio Chiellini     |     | 46' |
| LE              | 13 | Emerson               |     | 77' |
| M               | 8  | Jorginho              |     |     |
| M               | 12 | Matteo Pessina        |     | 62' |
| M               | 18 | Nicolò Barella        | 77' |     |
| A               | 10 | Federico Bernardeschi |     | 46' |
| A               | 9  | Andrea Belotti        |     | 46' |
| A               | 22 | Giacomo Raspadori     |     |     |
| Substituições:  |    |                       |     |     |
| Z               | 6  | Manuel Lazzari        |     | 46' |
| A               | 17 | Gianluca Scamacca     |     | 46' |
| M               | 5  | Manuel Locatelli      |     | 46' |
| LE              | 4  | Leonardo Spinazzola   |     | 62' |
| Z               | 23 | Alessandro Bastoni    |     | 77' |
| Treinador:      |    |                       |     |     |
| Roberto Mancini |    |                       |     |     |

| G              | 23 | Emiliano Martínez  |     |       |
| LD             | 4  | Nahuel Molina      |     |       |
| Z              | 13 | Cristian Romero    |     | 85'   |
| Z              | 19 | Nicolás Otamendi   | 22' |       |
| LE             | 3  | Nicolás Tagliafico |     |       |
| M              | 18 | Guido Rodríguez    |     |       |
| M              | 20 | Giovani Lo Celso   |     | 90+1' |
| M              | 7  | Rodrigo de Paul    |     | 76'   |
| A              | 10 | Lionel Messi       |     |       |
| A              | 22 | Lautaro Martínez   |     | 85'   |
| A              | 11 | Ángel Di María     |     | 90+1' |
| Substituições: |    |                    |     |       |
| M              | 14 | Exequiel Palacios  |     | 76'   |
| Z              | 6  | Germán Pezzella    |     | 85'   |
| A              | 9  | Julián Álvarez     |     | 85'   |
| M              | 15 | Nicolás González   |     | 90+1' |
| A              | 21 | Paulo Dybala       |     | 90+1' |
| Treinador:     |    |                    |     |       |
| Lionel Scaloni |    |                    |     |       |

| Bandeirinhas: CHI Christian Schiemannn (FIFA) CHI Claudio Ríos (FIFA) Quarto árbitro: ESP Jesús Gil Manzano (FIFA) Árbitro assistente de vídeo: ESP Alejandro Hernández (FIFA) Árbitros assistentes de árbitro de vídeo: ESP Juan Martinez Muniera (FIFA) POR Tiago Lopes Martins (FIFA) |